# Szent Péter és Pál szerb ortodox templom
Az aradi Szent Péter és Pál szerb ortodox templom műemlékké nyilvánított épület Romániában, Arad megyében. A romániai műemlékek jegyzékében az  AR-II-m-B-00562 sorszámon szerepel.